# Mogens Nielsen (atlet)
 Der er flere personer med dette navn, se Mogens Nielsen. (Se også artikler, som begynder med Mogens Nielsen)
Mogens Nielsen (6. oktober 1918-26. september 2005) var en dansk købmand og atlet i Nyborg GIF.
Mogens Nielsen var blandt verdens bedste 10-kæmpere, hvor han var nummer ni på verdensranglisten 1944 med de 6377 point som han nåede i Nyborg 5.-6. august, resultatet var også karrierens bedste tikamps resultat. Samtidigt med Mogens Nielsen havde Denmark også Svend Aage Thomsen og Edvin Larsen i verdenseliten i tikamp.
Sammen med en gruppe af syv-otte atletikfolk gik Mogens Nielsen under 2. verdenskrig ind i modstandsbevægelsen. I 1944 genopbyggede han på opfordring fra Fynsledelsen modstandsbevægelsen i Nyborg og på Østfyn. Modstandsarbejdet gjorde at han den sidste del af krigen var tvungen at gå under jorden. Ved krigens afslutning i 1945 var han modstandsbevægelsens modtage- og sabotagechef og medlem af byledelsen.
Gennem 70 år var Mogens Nielsen med i familiefirmaet Fr. Nielsens Eftf. i Nørregade 5 i Nyborg. Den unge Mogens Nielsen, sønnesøn af stifteren Frederik Nielsen, kom i lære i købmandsgården i 1937. efter faderens død I 1949 overtog han den daglige ledelse af Fr. Nielsens Eftf., og i 1953 blev han direktør, da familiefirmaet overgik til aktieselskab. I 1986 overlod han lederskabet af virksomheden til sin ældste søn, Ulrik Nielsen, men var frem til sin død aktiv i købmandsgården.
Mogens Nielsens var medstifter af Grossistsammenslutningen af 1956, det senere Rør- og Armaturimport A/S, hvor han var formand i en årrække. Han var medstifter og senere formand for Nyborg Erhvervsråd, kasserer i Nyborg Handelsstandsforening, initiativtager og formand for Nyborg Industrihuse, kasserer i Arbejdsgiverne ved Nyborg Havn, bestyrelsesmedlem for Jernhandlerne på Fyn, Jernhandlerne på Øerne og medlem af Den Danske Banks repræsentantskab.

## Danske mesterskaber
Denne liste er ufuldstændig; hjælp gerne med at udfylde den.
- Bronze 1943 110 meter hæk 16,4
- Bronze 1941 Kuglestød 12,71